# Robertão (político)
Roberto José Pinto, mais conhecido como Robertão (Teresópolis, 7 de maio de 1943 - 7 de agosto de 2011) foi um médico e político brasileiro, prefeito do município de Teresópolis por dois dias. Conceituado médico, Robertão iniciou sua carreia política em 1987 como deputado estadual, respaldado por sua popularidade entre a população por seus serviços prestados. Tornou-se vice-prefeito de Teresópolis após vencer as eleições de 2008 com o titular Jorge Mário Sedlacek. Um ano após sua diplomação, Roberto renunciava suas relações com o então prefeito por não concordar com sua administração. O mesmo Jorge viria a sofrer um processo de casação na Câmara de Vereadores em 2011, sendo afastado do cargo por uso indevido do dinheiro público. Na qualidade de vice prefeito, Roberto assumiu a prefeitura em 5 de agosto do mesmo ano. No entanto, dois dias após sua posse, viria a falecer vítima de um ataque cardíaco. Sua morte contribuiu para o cenário de instabilidade política agravar-se em Teresópolis. Em seu lugar assumiu o então presidente da Câmara Arlei de Oliveira Rosa, que viria a sofrer tal processo parecido com o que Jorge sofreu anos depois. 

## Biografia
Nascido em 1944, formado em medicina em 1975, Roberto se especializou em ortopedia e medicina do trabalho. Casado, pai de seis filhos, foi professor da Faculdade de Medicina de Teresópolis por 30 anos, de 1976 a 2006, e assumiu cargo de diretor de diversos hospitais da cidade, como o Hospital das Clínicas de Teresópolis, Casa de Saúde Nossa Senhora Fátima e a Beneficência Portuguesa. Foi presidente da Comissão de Saúde da ALERJ - Assembléia Legislativa do Estado do Rio de Janeiro. Dirigiu por 31 anos a conhecida clínica COT, em Teresópolis e dedicou-se à Medicina do Trabalho.
Figura pública, iniciou sua carreira política em 1987, já tendo exercido o cargo de Deputado Estadual, tendo atuado como relator e presidente de várias CPIs. Como Deputado, teve ainda várias leis aprovadas com alto reflexo socioeconômico para Teresópolis. Foi o autor da Lei de emancipação do município de Guapimirim.
Elegeu-se vice-prefeito nas eleições municipais de 2008 na chapa do titular Jorge Mário Sedlacek, representando o Partido Republicano (PR). Um ano após a eleição, Roberto rompeu suas relações com JM. Em carta pública, ele afirmou estar em desacordo com a administração municipal.
Após o processo de casação do prefeito Jorge Mário por uso indevido do dinheiro público ser aprovado na Câmara Municipal em 2 de agosto de 2011, Roberto Pinto assumiria a Prefeitura de imediato. Porém, Jorge tentou resistir a decisão, entrando na Justiça, sem sucesso. Roberto viria a assumir no dia 5 de agosto, permanecendo no cargo por apenas dois dias, sendo o prefeito que menos tempo governou na história do município. Roberto viria a falecer no dia 7 de agosto, vítima de um ataque cardíaco aos 67 anos. Após sua morte, a crise política no município agravou-se, sendo observado certo revesamento no poder, com três diferentes prefeitos no intervalo de 5 anos.